# 弦楽四重奏曲第11番 (ベートーヴェン)
弦楽四重奏曲第11番（げんがくしじゅうそうきょくだいじゅういちばん）ヘ短調 作品95『セリオーソ』は、ルートヴィヒ・ヴァン・ベートーヴェンが1810年に作曲した弦楽四重奏曲である。副題は『厳粛』と表記される場合もある。

## 概要
自筆譜には「1810年10月」と記されているが、五線紙がこの時期のものと一致しないことから、実際に完成したのは数か月後と推測されている。初演は1814年、出版は1816年であり、知人のニコラウス・ツメスカルに献呈された。
作曲者自身による原題は "Quartetto serioso" であり、この『セリオーソ』の名は作曲者自身によって付けられたものである。
その名前の通り「真剣」な曲であり、作曲者のカンタービレ期特有の短く、集約された形式を持つ。しかし、歌謡的な要素は少なく、あくまでも純器楽的に音楽は進行する。音楽は短く、きわめて有機的に無駄を省いた構成をとるが、時に無意味ともいえる断片が挿入されたりして、それがかえって曲の真剣さを高めており、そこに他の要素を挿入したり、緊張感の弛緩する余地を与えない。事実、ベートーヴェンはジョージ・スマートへの書簡において、この曲は少数の玄人のための曲であり、公開演奏されることはない、と述べている。
なお、ベートーヴェンはこの曲の後に、1825年に第12番（作品127）を作曲するまで約14年間、弦楽四重奏曲の作曲に着手する事はなかった。
演奏時間は約20分で、ベートーヴェンの弦楽四重奏曲の中では最も短い。

## 曲の構成
- 第1楽章 アレグロ・コン・ブリオ
ヘ短調、4分の4拍子、ソナタ形式。
ユニゾンで荒々しい主題が奏されると、第2主題は変ニ長調に転じ、3連符を元にした旋律がヴィオラに歌われるが、長く続かず、再び荒々しい打激に変わり、断片的な旋律と、それを打ち消すような無意味な音階進行によって、安らぐ暇を与えない。提示部の反復はなく、展開部も短く、再現部の後、コーダで盛り上がりをみせるが、楽章は静かに閉じられる。
第1主題が変ト長調で反復されることや、変ニ長調に対するニ長調の激しい走句など、全体的にナポリの和音が多用されるが、これはベートーヴェンの多くの短調作品の特徴である。特に、その調的関係から月光と熱情の両ピアノソナタを連想させる。

- 第2楽章 アレグレット・マ・ノン・トロッポ
ニ長調、4分の2拍子。
この楽章は、第1楽章の調性からは遠い調であるニ長調で書かれている。時計を刻むような無機質なチェロの進行に開始されるが、その後の第1ヴァイオリンに歌われる旋律はまったく関連性がない。ヴィオラによって新しい主題が提示され、フガートとなり、展開される。途中に対旋律や反行形が加わり、さらにフーガ主題は冒頭主題の再現の中にも織り込まれる。楽章は減七の和音に終止し、第3楽章にそのままアタッカで繋がれる。

- 第3楽章 アレグロ・アッサイ・ヴィヴァーチェ・マ・セリオーソ
ヘ短調、4分の3拍子。
スケルツォに相当し、2つのトリオを挟んだ5つの部分で構成される。発想標語に「セリオーソ（serioso）」と指示されている。減七の和音を多用した付点リズムによる労作的な主部と、コラール的なトリオからなる。

- 第4楽章 ラルゲット・エスプレッシーヴォ - アレグロ・アジタート - アレグロ
ヘ短調 - ヘ長調、4分の2拍子 - 8分の6拍子 - 2分の2拍子、ロンド形式。
冒頭は4分の2拍子による緩やかな短い序奏に始まる。その後に8分の6拍子による情熱的な主題が歌われ、ただならぬ雰囲気を漂わせる。しかし、突如コーダにおいて曲は2分の2拍子のアレグロとなり、調もヘ長調に転じ、諧謔的ともいえる音階進行とそれに対応するパッセージが奏され、明るく軽快に閉じられる。